# Etheostoma boschungi
Etheostoma boschungi es una especie de peces de la familia Percidae en el orden de los Perciformes.

## Morfología
Los machos pueden llegar alcanzar los 7,8 cm de longitud total.

## Distribución geográfica
Se encuentra al sur de Tennessee y al norte de Alabama (Estados Unidos), donde ocupa cinco afluentes por la orilla sur del río Tennessee, el río Buffalo y el río Flint.